# Hirotaku Hagiwara
Hirotaku Hagiwara (萩原 洪拓 Hagiwara Hirotaku?, nacido el 11 de julio de 1986 en Shizuoka) es un exfutbolista japonés. Jugaba de centrocampista y su único club fue el Kataller Toyama de Japón.

## Trayectoria

### Clubes
| Club            | País  | Año         |
| --------------- | ----- | ----------- |
| Kataller Toyama | Japón | 2005 - 2009 |